# Szyroka Hrebla (rejon winnicki)
Szyroka Hrebla (ukr. Широка Гребля) – wieś na Ukrainie, w obwodzie winnickim, w rejonie winnickim. W 2001 liczyła 599 mieszkańców, spośród których 591 wskazało jako ojczysty język ukraiński, a 8 rosyjski.